# پری‌شاهرخ دم‌زرد
پری‌شاهرخ دم‌زرد (نام علمی: Icterus mesomelas) نام یک گونه از سرده پری‌شاهرخ بر جدید است.